# Jude Law
David Jude Heyworth Law (n. 29 decembrie 1972), cunoscut profesional ca Jude Law, este un actor, producător de filme și regizor englez.
El a început să joace în 1987 la National Youth Music Theatre, și primul său rol la televiziune în 1989. După ce a jucat în filme regizate de Andrew Niccol , Clint Eastwood și David Cronenberg, în anul 1999 el a fost nominalizat pentru Premiul Academiei pentru cel mai bun actor în rol secundar pentru interpretarea sa din filmul regizat de Anthony Minghella: The Talented Mr. Ripley. În 2000 el a câștigat Premiul BAFTA pentru cel mai bun actor în rol secundar pentru rolul său în film. În 2003, el a fost nominalizat pentru Premiul Academiei pentru cel mai bun actor pentru interpretarea sa din alt film al lui Minghella, Cold Mountain.
În 2006, el a fost considerat în topul primilor zece actori de Hollywood, care pot garanta succesului unui film (Bancable film star). În 2011 la Festivalul de filme de la Cannes a fost ales ca membru al juriului.

## Filmografie
| An   | Titlu                                           | Rol                           | Note |
| ---- | ----------------------------------------------- | ----------------------------- | --- |
| 1989 | The Tailor of Gloucester                        | Sam, primarul din Stableboy   | film de televiziune |
| 1990 | Families                                        | Nathan Thompson               | serial TV |
| 1991 | The Case-Book of Sherlock Holmes                | Joe Barnes                    | serial TV; episodul "Shoscombe Old Place" |
| 1992 | The Crane                                       | Tânărul                       | Film scurt |
| 1993 | The Marshal                                     | Bruno                         | serial TV |
| 1994 | Shopping                                        | Billy                         | |
| 1996 | I Love You, I Love You Not                      | Ethan                         | |
| 1997 | Bent                                            | Stormtrooper                  | |
| 1997 | Wilde                                           | Lord Alfred Douglas           | Evening Standard British Film Award — Most Promising Newcomer |
| 1997 | Gattaca                                         | Jerome Eugene Morrow          | |
| 1997 | Midnight in the Garden of Good and Evil         | Billy Carl Hanson             | |
| 1998 | Music From Another Room                         | Danny                         | |
| 1998 | Final Cut                                       | Jude                          | |
| 1998 | The Wisdom of Crocodiles                        | Steven Grlscz                 | altă denumire Immortality |
| 1999 | eXistenZ                                        | Ted Pikul                     | |
| 1999 | Presence of Mind                                | Secretar                      | |
| 1999 | The Talented Mr. Ripley                         | Dickie Greenleaf              | BAFTA Award for Best Actor in a Supporting Role Blockbuster Entertainment Award for Favorite Supporting Actor – Suspense Santa Fe Film Festival Award for Best Supporting Actor Nominalizare la Academy Award for Best Supporting Actor Nominalizare la Empire Award — Best British Actor Nominalizare la Golden Globe Award for Best Supporting Actor – Motion Picture Nominalizare la London Critics Circle Film Award — British Supporting Actor of the Year Nominalizare la Mfilm de televiziune Award — Best Musical Performance Nominalizare la Saturn Award for Best Supporting Actor Nominalizare la Teen Choice Award — Film Choice Breakout Performance Nominalizare la Satellite Award for Best Supporting Actor – Motion Picture |
| 1999 | Tube Tales                                      | (regizor)                     | "A Bird in the Hand" |
| 2000 | Love, Honour and Obey                           | Jude                          | |
| 2000 | Happy M'Gee                                     | Tony M'Gee                    | |
| 2001 | Enemy at the Gates                              | Vasily Zaytsev                | Nominalizare la European Film Award Audience Award for Best Actor |
| 2001 | A.I. Artificial Intelligence                    | Gigolo Joe                    | Nominalizare la Chicago Film Critics Association Award for Best Supporting Actor Nominalizare la Golden Globe Award for Best Supporting Actor – Motion Picture Nominalizare la Online Film Critics Society Award for Best Supporting Actor Nominalizare la Phoenix Film Critics Society Award for Best Supporting Actor |
| 2002 | Road to Perdition                               | Harlen Maguire                | Nominalizare la Empire Award for Best British Actor Nominalizare la London Film Critics Circle Awards for Best British Supporting Actor Nominalizare la Phoenix Film Critics Society Award for Best Supporting Actor |
| 2003 | Cold Mountain                                   | W. P. Inman                   | Nominalizare la Academy Award for Best Actor Nominalizare la BAFTA Award for Best Actor in a Leading Role Nominalizare la Empire Award for Best British Actor Nominalizare la Golden Globe Award for Best Actor – Motion Picture Drama Nominalizare la IFTA Award – People's Choice Award for Best International Actor Nominalizare la London Film Critics Circle Awards for Best British Actor Nominalizare la Mfilm de televiziune Award — Best Trans-Atlantic Breakthrough Performer Nominalizare la Satellite Award for Best Actor - Motion Picture Drama |
| 2004 | I ♥ Huckabees                                   | Brad Stand                    | |
| 2004 | Sky Captain and the World of Tomorrow           | Sky Captain / Joseph Sullivan | Și producător Nominalizare la Mfilm de televiziune Award for Best Kiss shared with Gwyneth Paltrow Nominalizare la Visual Effects Society Awards 2004 – Outstanding Performance by an Actor or Actress in a Visual Effects Film |
| 2004 | Alfie                                           | Alfie                         | |
| 2004 | Closer                                          | Dan                           | National Board of Review Award for Best Cast Nominalizare la Broadcast Film Critics Association Award for Best Cast |
| 2004 | The Aviator                                     | Errol Flynn                   | Nominalizare la Screen Actors Guild Award for Outstanding Performance by a Cast in a Motion Picture |
| 2004 | Lemony Snicket's A Series of Unfortunate Events | Lemony Snicket                | Voce |
| 2006 | All the King's Men                              | Jack Burden                   | |
| 2006 | Breaking & Entering                             | Will Francis                  | |
| 2006 | The Holiday                                     | Graham                        | Nominalizare la Mfilm de televiziune Award for Best Kiss shared with Cameron Diaz Nominalizare la NRJ Ciné Award for Best Kiss shared with Cameron Diaz |
| 2007 | My Blueberry Nights                             | Jeremy                        | |
| 2007 | Sleuth                                          | Milo Tindle                   | Și producător |
| 2009 | Rage                                            | Minx                          | |
| 2009 | The Imaginarium of Doctor Parnassus             | Tony (a 2-a transformare)     | |
| 2009 | Sherlock Holmes                                 | Dr. John Watson               | Nominalizare la Saturn Award for Best Supporting Actor |
| 2010 | Repo Men                                        | Remy                          | |
| 2011 | Contagion                                       | Alan Krumwiede                | |
| 2011 | Hugo                                            | Tatăl lui Hugo                | |
| 2011 | Sherlock Holmes: A Game of Shadows              | Dr. John Watson               | |
| 2012 | 360                                             | Michael Daly                  | |
| 2012 | Anna Karenina                                   | Alexei Karenin                | |
| 2012 | Rise of the Guardians                           | Pitch (The Boogeyman)         | Voce Nominalizat la Annie Award for Voice Acting in a Feature Production |
| 2013 | Side Effects                                    | Dr. Jonathan Banks            | |
| 2013 | Dom Hemingway                                   | Dom Hemingway                 | |
| 2014 | The Grand Budapest Hotel                        | Young Author                  | |
| 2014 | Black Sea                                       | Captain Robinson              | |
| 2015 | Spy                                             | Bradley Fine                  | |
| 2016 | Genius                                          | Thomas Wolfe                  | Filmare |
| 2016 | Knights of the Roundtable: King Arthur          | Vortigen                      | Filmare |

### Coloane sonore
- "Ah, Leave Me Not to Pine", (The Pirates of Penzance), interpretată pentru filmul Wilde, (1997)
- "Tu Vuo' Fa L'Americano", interpretată pentru filmul The Talented Mr. Ripley, cu Matt Damon, Fiorello și The Guy Barker International Quintet, (1999)
- "Avenues and Alleyways", melodie din 1973 a lui Tony Christie , interpretată cu alții membri ai echipei de producție pentru filmul Love, Honour and Obey, (2000)
- "Rock On", melodie a lui David Essex, interpretată pentru filmul Love, Honour and Obey, (2000)
- "Opening song", interpretată pentru NBC-Saturday Night Live, cu Rachel Dratch, Tina Fey, Amy Poehler, Maya Rudolph și Ashlee Simpson, (2004)